# Lorenz Weiremans
Lorenz Weiremans (7 februari 1996) is een  Belgische zwemmer, gespecialiseerd in de vrije slag. 

## Belangrijkste resultaten
| Jaar | Olympische Spelen                         | WK langebaan                              | WK kortebaan                              | EK langebaan                              | EK kortebaan                              |
| ---- | ----------------------------------------- | ----------------------------------------- | ----------------------------------------- | ----------------------------------------- | ----------------------------------------- |
| 2016 | geen deelname                             |                                           | 8e 4x200m vrije slag                      | 2de 4x200m vrije slag 33e 400m vrije slag |                                           |
| 2017 |                                           | geen deelname                             |                                           |                                           | geen deelname                             |
| 2018 |                                           |                                           | geen deelname                             | 40e 200m vrije slag 10e 4x200m vrije slag |                                           |
| 2019 |                                           | geen deelname                             |                                           |                                           | geen deelname                             |
| 2020 | Geen toernooien vanwege de coronapandemie | Geen toernooien vanwege de coronapandemie | Geen toernooien vanwege de coronapandemie | Geen toernooien vanwege de coronapandemie | Geen toernooien vanwege de coronapandemie |
| 2021 | geen deelname                             |                                           | 16-21 december                            | 56e 200m vrije slag 7e 4x200m vrije slag  | geen deelname                             |

## Persoonlijke records
(Bijgewerkt tot en met 18 mei 2020)

### Kortebaan
| Afstand         | Tijd    | Datum            | Plaats          |
| --------------- | ------- | ---------------- | --------------- |
| 100m vrije slag | 49,19   | 12 december 2015 | Edinburgh (GBR) |
| 200m vrije slag | 1.46,62 | 12 november 2017 | Gent            |
| 400m vrije slag | 3.48,69 | 3 augustus 2017  | Moscow (RUS)    |

### Langebaan
| Afstand         | Tijd    | Datum        | Plaats    |
| --------------- | ------- | ------------ | --------- |
| 100m vrije slag | 50,50   | 29 juli 2017 | Antwerpen |
| 200m vrije slag | 1.48,99 | 27 mei 2016  | Antwerpen |
| 400m vrije slag | 3.52,41 | 28 juli 2017 | Antwerpen |